# Shapingba

Stadtbezirk Shapingba in Chongqing

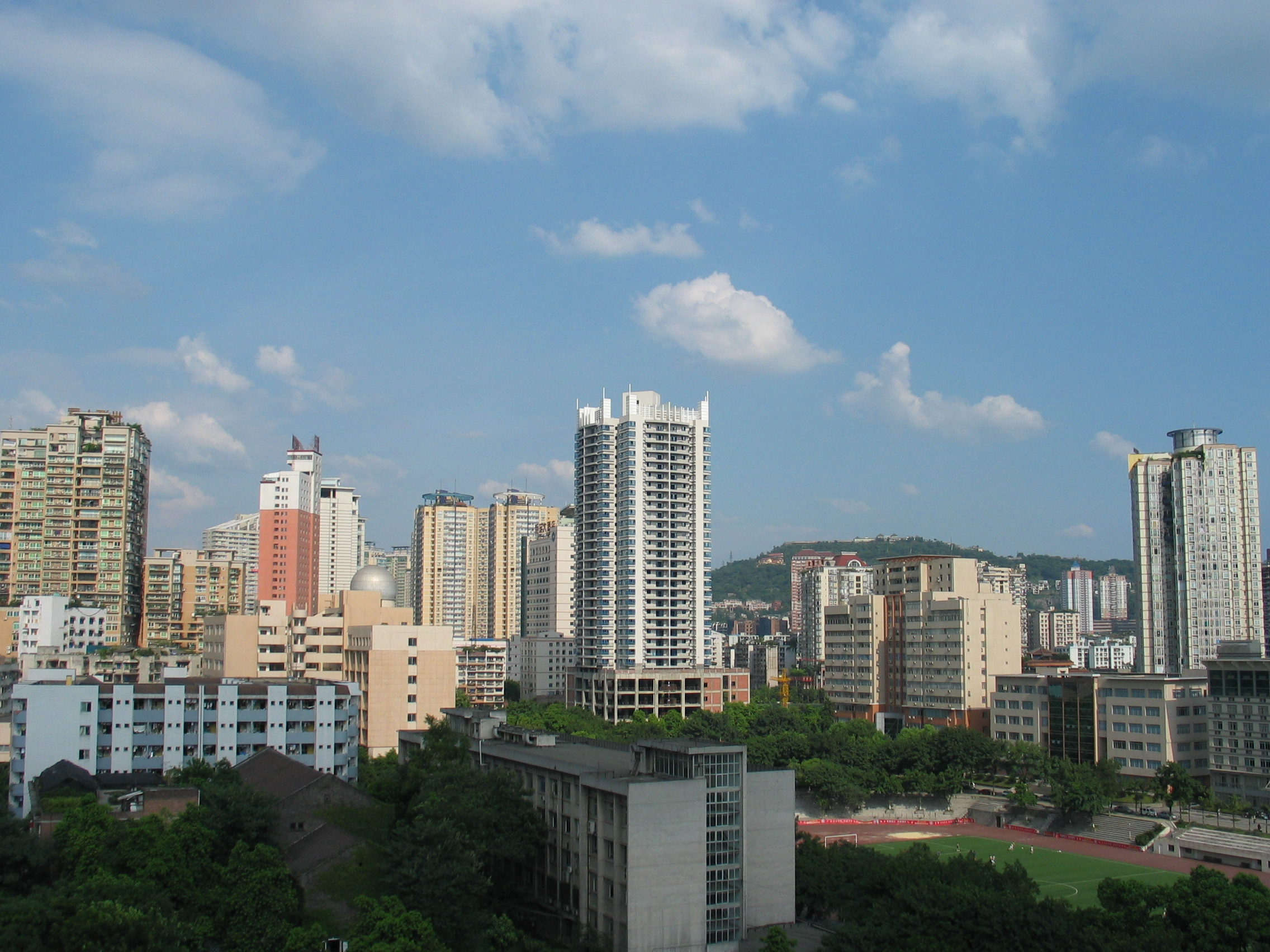
Skyline von Shapingba

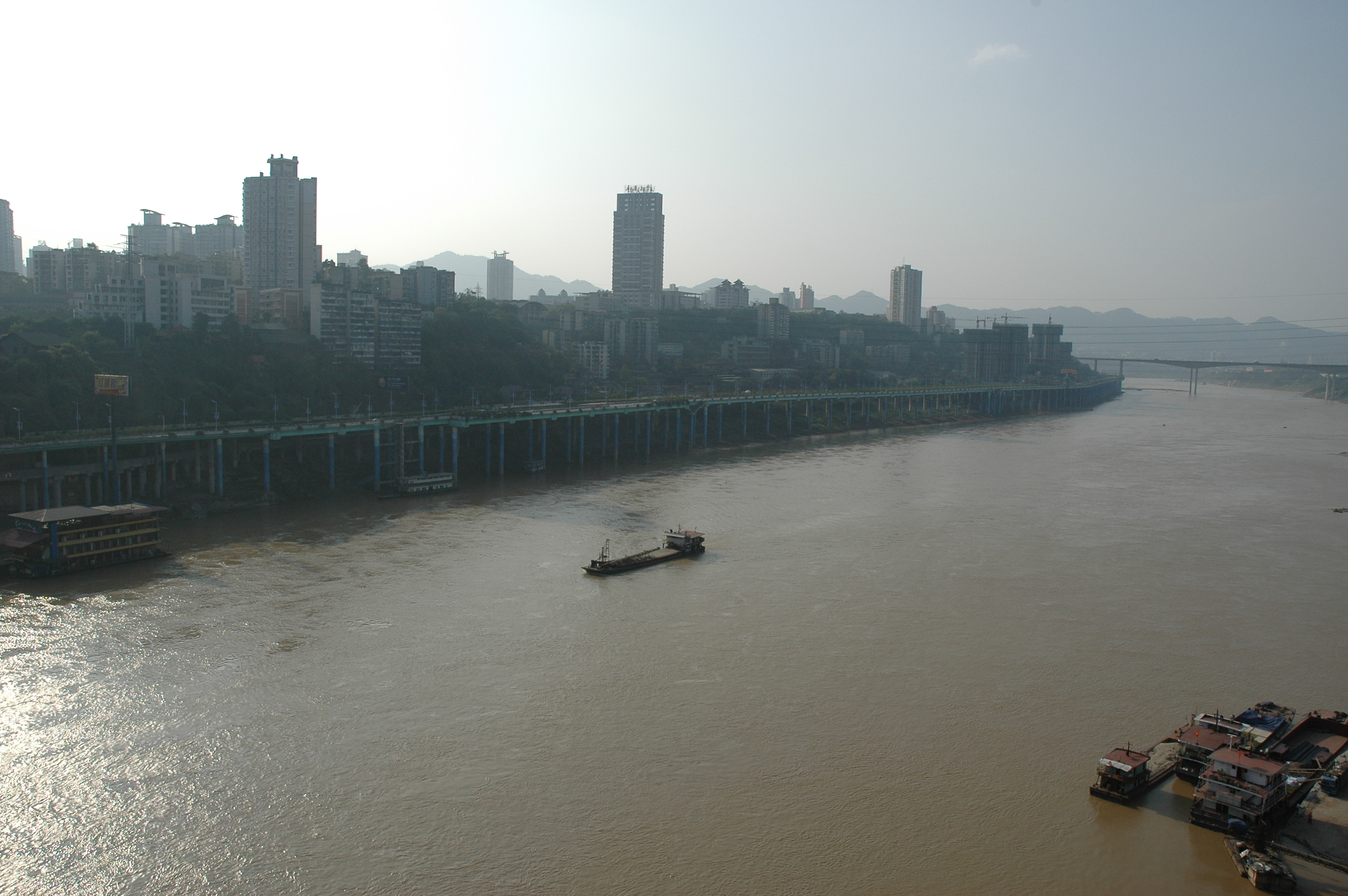
Ufer des Jialing Jiang in Shapingba

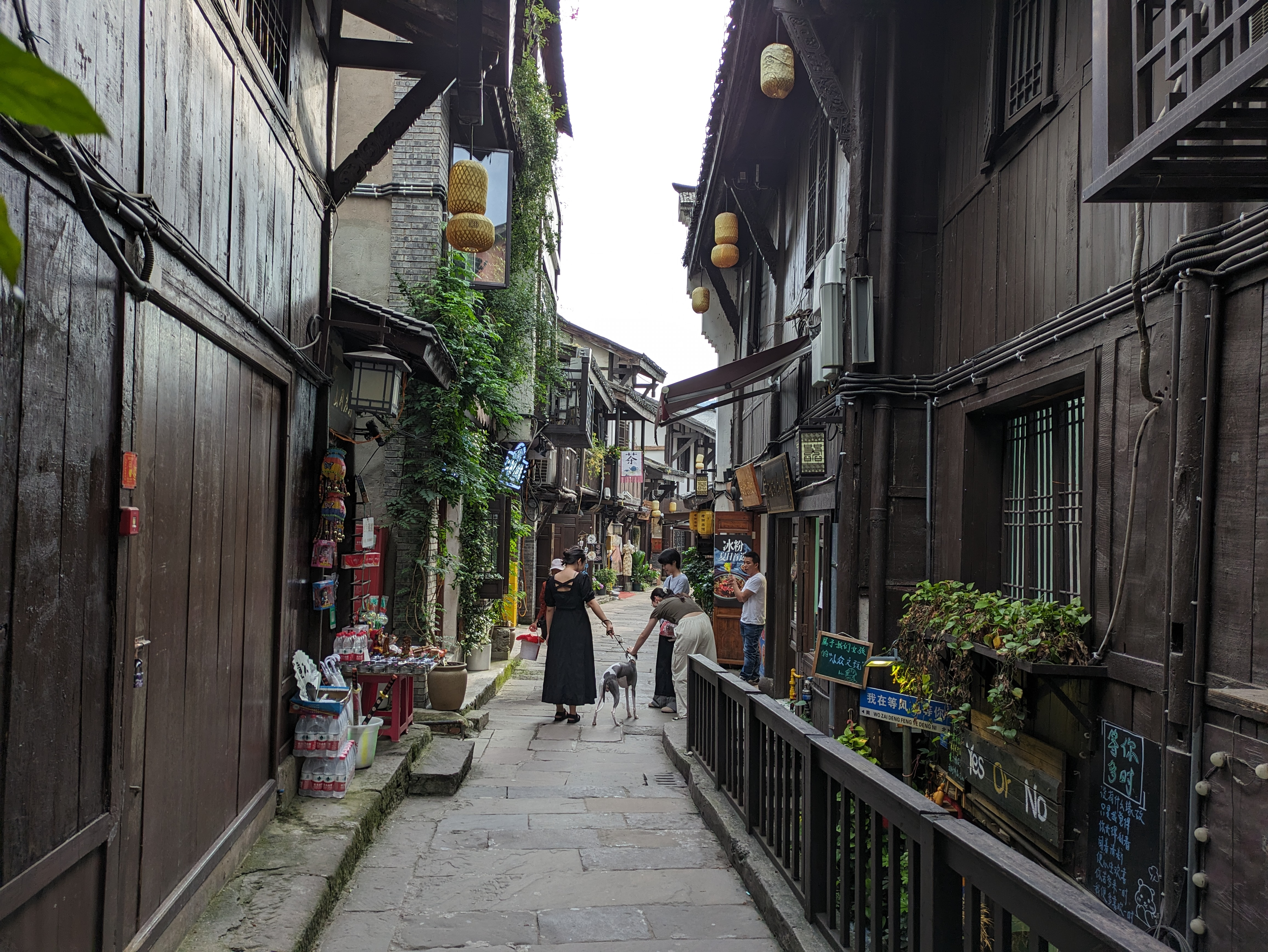
Altstadtgasse im Unterbezirk Ciqikou

Shapingba (chinesisch 沙坪坝区, Pinyin Shāpíngbà Qū) ist ein chinesischer Stadtbezirk der regierungsunmittelbaren Stadt Chongqing. Der Stadtbezirk hat eine Fläche von 383,45 km². Bei Volkszählungen in den Jahren 2000 und 2010 wurden in Shapingba 789.359 bzw. 1.000.013 Einwohner gezählt.

## Partnerschaften
Shapingba unterhält mit dem Ersten Gemeindebezirk der österreichischen Hauptstadt Wien seit 2004 eine Städtepartnerschaft.